# Mei Finegold
Mei Feingold (hebrejsky מיי פיינגולד‎; * 19. prosince 1982 Rišon le-Cijon) je izraelská zpěvačka. V nedávné době[kdy?] se účastnila televizní show Kokhav Nolad 7 a ačkoliv patřila mezi favority, diváci ji nakonec přisoudili třetí místo.
V roce 2014 reprezentovala Izrael na Eurovision Song Contest s písní „Same Heart“, kterou vybrali sami televizní diváci.

## Mládí
Narodila se v roce 1982 ve zápodoizraelském městě Rišon le-Cijon, kde žije dodnes.
Vystupovat začala již během školních představení a později se rozhodla navštěvovat hodiny zpěvu se zaměřením na operu. Hudba byla jejím snem již od dětství a proto ještě jako neplnoletá přijala každou nabídku na vystoupení, včetně těch v barech a nočních klubech. Od té doby vede kapelu Disiac. Kapela se dokonce podílela na Hebrew Labor, což je speciální album, které obsahuje coververze na staré izraelské písně.

## Osobní život
V roce 2010 se svěřila médiím o svém otřesném zážitku z dětství, kdy byla znásilněna. Tento svůj příběh následně vylíčila v nové písni a videoklipu, který se z důvodu otevřených scén setkal s velkou kritikou.
Před Kokhav Nolad byla krátce vdaná za muzikanta Michaela Feingolda, jehož jméno si nechala. V současné době žije s fotografem Liorem Nordmanem, se kterým má dceru Emily.

## Kokhav Nolad
Meino místo v show ji bylo slíbeno od svého prvního konkurzu. Porotci byli ní okouzleni a ani od jednoho nezískala negativní kritiku. Během show se držela rockové linie a zpívala hlavně izraelské písně z poloviny 80. let. Byla pětkrát oceněna cenou Vystoupení týdne.
| Výsledky a vystoupení v Kokhav Nolad | Výsledky a vystoupení v Kokhav Nolad                                    | Výsledky a vystoupení v Kokhav Nolad | Výsledky a vystoupení v Kokhav Nolad |
| Týden                                | Číslo                                                                   | Originální umělec                    | Doplňková informace                  |
| ------------------------------------ | ----------------------------------------------------------------------- | ------------------------------------ | ------------------------------------ |
| 1. týden (29. června)                | „Ale baru'akh“ (List ve větru)                                          | Gabi Shushan                         | Nejlepší vystoupení                  |
| 2. týden (5. července)               | „Boogy iti halayla“ (Boogy se mnou dnes večer)                          | Gary Eckstein                        |                                      |
| 3. týden (12. července)              | „Achinoam lo yodaat“ (Achinoam neví)                                    | Arik Einstein                        | Duet s Daniel Tavori                 |
| 3. týden (12. července)              | „Nag'a bashamayim“ (Dotkla se nebe)                                     | Machina                              |                                      |
| 3. týden (13. července)              | „Emor šalom“ (Řekni ahoj)                                               | Chocolat, Menta, Mastik              | speciál Ehud Manor                   |
| 4. týden (19. července)              | „Femme fatale“                                                          | Velvet Underground                   | Duet s Roni Daloomi                  |
| 4. týden (20. července)              | „Seder yom“ (Denní rozvrh)                                              | Lahaka Retorit                       | Nejlepší vystoupení                  |
| 5. týden (26. července)              | „Red me'al masakh hatelevizia sheli“ (Vypadni z mé televizní obrazovky) | Rami Fortis                          | Duet s Hovi Sekulets                 |
| 5. týden (27. července)              | „She'eriot shel hakhayim“ (Život je zbytečný)                           | Idan Raichel's Project               | Nejlepší vystoupení                  |
| 6. týden (4. srpna)                  | „Metukim“ (Miláčci)                                                     | Šlomi Šabat                          |                                      |
| 6. týden (4. srpna)                  | „Tamid Isha“ (Vždy žena)                                                | Pnina Rozenbloom                     |                                      |
| 7. týden (11. srpna)                 | „En Od Yom“ (Neexistuje žádný jiný den)                                 | Gidi Gov                             | Nejlepší vystoupení                  |
| 7. týden (11. srpna)                 | „Ella“ (Bůh)                                                            | HaYehudim                            |                                      |
| 8. týden (18. srpna)                 | „VeDavid Yafe Einaim“ (A David má krásné oči)                           | Duet s Roni Daloomi                  |                                      |
| 8. týden (18. srpna)                 | „HaLayla Levad“ (Dnes sám)                                              | Duet s Re'em Cohen                   |                                      |
| 8. týden (18. srpna)                 | „Hofshia“ (Volný)                                                       | Sarit Chadad                         |                                      |
| 8. týden (19. srpna)                 | „Mexico“                                                                | Aviv Geffen                          |                                      |
| 8. týden (19. srpna)                 | „Sof Haolam“ (Konec světa)                                              | Aviv Geffen                          | Nejlepší vystoupení                  |
| 9. týden - Semifinále (26. srpna)    | „BaGilgul Haze“ (V tomto věku)                                          | Šalom Hanoch                         |                                      |
| 9. týden - Semifinále (26. srpna)    | „Hallellujah“                                                           | Leonard Cohen                        |                                      |
| 10. týden - Finále (30. srpna)       | „Tahzor, Tahzor“ (Vrať se, vrať se)                                     | Machina                              |                                      |
| 10. týden - Finále (30. srpna)       | „Ta'am Menta“ (Menta chuť)                                              | Mei Feingold                         |                                      |

## Eurovision Song Contest 2014
Dne 11. ledna 2014 byla interně vybrána izraelským vysílatelem IBA, a proto reprezentovala Izrael na Eurovision Song Contest 2014 v dánské Kodani.
Na výběr měli televizní diváci ze tří písní „Same Heart“ (česky Totéž srdce), „Nish’eret iti“ (česky Setrvání se mnou) a „Be proud“ (česky Buď hrdý). Dne 5. března 2014, během show KDAM, televizní diváci vybrali píseň „Same Heart“, se kterou následně reprezentovala Izrael na Eurovision Song Contest 2014. Do finále soutěže neprošla a umístila se na 14. místě se ziskem 19 bodů. Následně díky tomuto výsledku izraelský vysílatel zvažoval i odstoupení ze soutěže.

## Diskografie

### Alba
- Soda-Pop